# بهزاد داداش‌زاده
بهزاد داداش‌زاده (زادهٔ ۳۰ شهریور ۱۳۵۰) بازیکن سابق و مربی فعلی فوتبال ایرانی است.

## عملکرد باشگاهی
داداش زاده از یاغی‌های فوتبال ایران است، و از زمره بازیکنانی است که در هر دو تیم پرسپولیس و استقلال تهران بازی کرده است. او در تیم استقلال رشت به مربیگری مجید جهانپور چهره شد و سپس با فقط بیست سال سن در خط هافبک پرسپولیس بازی‌های زیادی را انجام داد و با آن تیم فینالیست جام برندگان جام آسیا شد. او پس از حوادث و درگیری‌های شهرآورد سی و هشتم تهران در دی‌ماه سال ۱۳۷۳ که گل زیبایی را هم با ضربه سر در آن به ثمر رسانده بود، شش ماه از حضور در میدان‌ها محروم شد.
او پس از بازی در پیام مشهد و ذوب‌آهن اصفهان به استقلال تهران پیوست و چهار سال در این تیم توپ زد و با استقلال به قهرمانی لیگ و جام حذفی ایران رسید. داداش‌زاده در مسابقات مقدماتی جام جهانی ۱۹۹۴ عضو تیم ملی فوتبال ایران بود.

## افتخارات
- پرسپولیس

نایب قهرمانی جام برندگان آسیا ۹۳–۱۹۹۲
نایب قهرمانی لیگ آزادگان ۱۹۹۲
نایب قهرمانی لیگ آزادگان ۱۹۹۳
قهرمانی لیگ آزادگان ۹۶–۱۹۹۵
- استقلال

نایب قهرمانی لیگ آزادگان ۰۰–۱۹۹۹
قهرمانی جام حذفی ایران ۰۰–۱۹۹۹
قهرمانی لیگ آزادگان ۰۱–۲۰۰۰
قهرمانی جام حذفی ایران ۰۲–۲۰۰۱ّ
نایب قهرمانی لیگ برتر خلیج فارس ۰۲–۲۰۰۱